# Liste des disques de Jorma Hynninen
Voici la liste des enregistrements discographiques du baryton Jorma Hynninen.

## Disques d’Opéra

### Disques d’opéra finlandais
- 1975 Leevi Madetoja: Pohjalaisia (Jussi). Chœur et orchestre de l'opéra national de Finlande, dir. Jorma Panula. Finlandia 511002.
- 1979 Jorma Panula: Jaakko Ilkka (Pouttu). Orchestre de l’opéra national de Finlande, Chœur d'opéra d'Ilmajoki, dir. Jorma Panula. Levytuottajat Oy GDL 2014.
- 1980 Aulis Sallinen: Punainen viiva (Topi). Chœur et orchestre de l’opéra national de Finlande, dir. Okko Kamu. Finnlevy (fi), Finlandia FA 102 LP3, FACD 102.
- 1981 Jean Sibelius: Jungfrun i tornet (vouti). Orchestre symphonique de la radio finlandaise, dir. Jussi Jalas. Laiton live-julkaisu VOCE-80.
- 1984 Jean Sibelius: Jungfrun i tornet (vouti). Orchestre symphonique de Göteborg, Göteborg Concert Hall Choir, dir. Neeme Järvi. BIS-CD-250.
- 1986 Einojuhani Rautavaara: Thomas (Thomas). Orchestre de la ville de Joensuu, Savonlinnan Oopperakuoro, Joensuun musiikkiopiston kuoro, dir. Pekka Haapasalo. Ondine ODE 704-2.
- 1988 Leevi Madetoja: Juha (Juha). Orchestre symphonique de la radio finlandaise, Radion nuorisokuoro, dir. Jussi Jalas. Ondine ODE 714-2.
- 1990 Einojuhani Rautavaara: Vincent (Vincent). Chœur et orchestre de l’opéra national de Finlande, dir. Fuat Mansurov. Ondine ODE 750-2.
- 1992 Aulis Sallinen: Kullervo (Kullervo). Chœur et orchestre de l’opéra national de Finlande, dir. Okko Kamu. Ondine ODE 780-3T.
- 1996 Aarre Merikanto: Juha(Juha). Orchestre symphonique de la radio finlandaise, Tapiolan Kamarikuoro, Suomen Kamarilaulajat, dir. Jukka-Pekka Saraste. Ondine ODE 872-2D.
- 1998 Leevi Madetoja: Pohjalaisia (Jussi). Orchestre symphonique de la radio finlandaise, Radion kamarikuoro ja La stelle di Domani, dir. Jukka-Pekka Saraste. Finlandia 3984-21440-2.
- 2008 Rautavaara: Aleksis Kivi (Aleksis Kivi). ODE 1000-20.
- 2011 Rautavaara: Kaivos (Komissaari). Orchestre philharmonique de Tampere, dir. Hannu Lintu. Ondine 1174-2.

### autres disques d’opéra
- 1984 Highlights. Leevi Madetoja: Pohjalaisia (Jussi). Chœur et orchestre de l’opéra national de Finlande, dir. Jorma Panula. Finlandia.
- 1987 Opera Scenes from Savonlinna. Plusieurs scènes d'opéra. Savonlinnan oopperajuhlaorkesteri ja -kuoro, dir. Leif Segerstam. BIS-LP-373/374, BIS-CD-373/374.
- 1987 W.A.Mozart: Le nozze di Figaro (Comte Almaviva). Orchestre philharmonique de Vienne, Konzertvereinigung Wiener Staatsopernchor, dir. Riccardo Muti. EMI.
- 1989 Opera arias. Orchestre symphonique national estonien, dir. Eri Klas. Ondine ODE 731-1, ODE 731-2.
- 1992 Finnish Opera Highlights. Plusieurs scènes d'opéra,  solistes, orchestres, chœurs. années 1975-1991. Finlandia (fi) 500372.
- 1993 Oopperan juhlaa. Plusieurs scènes d'opéra. Suomen Kuvalehti Classica CL105.
- 1989 Richard Strauss: Elektra (Orestes). Orchestre symphonique de Boston, Tanglewood Festival Chorus, dir. Seiji Ozawa. Philips 422574-2.
- 1995 Luigi Dallapiccola: Il prigioniero (vanki). Orchestre symphonique de la radio suédoise, Eric Ericson Chamber Choir, dir. Esa-Pekka Salonen. Sony SK68323.

## Chants solos

### Albums solos
- 1975 Sibelius' songs. Jorma Hynninen; Ralf Gothoni, piano, Seppo Siirala, guitare. FUGA FA 3007; Harmonia mundi HMC 5142.
- 1976 Oskar Merikanto 15 most beautiful songs. Jorma Hynninen; Ralf Gothoni, piano. Finnlevy (fi) SFX 27; Finlandia (fi) FACD 021(1576-50021-2).
- 1976 Hynnisen Jorma. Suomalaisia kansanlauluja. Ralf Gothoni, piano. Aussi titré Finnish Folksongs. Finnlevy/Tactus SFXC31, SFX 31T; Finlandia 1576-50029-2.
- 1976 Joululauluja. Jorma, Ursula ja Marko Hynninen; Tauno Äikää, orgue; Orchestre à cordes	, dir. Ilkka Kuusisto. Finnlevy (fi) FK7000.
- 1977 Toivo Kuulan yksinlauluja. Jorma Hynninen; Ralf Gothoni, piano. Finnlevy SFXC 46, Finlandia 500282.
- 1978 Chansons d'Hugo Wolf sur des poèmes d'Eduard Mörike. Jorma Hynninen; Ralf Gothoni, piano. Finnlevy SFX 53, Finlandia 500282.
- 1979 Finnish vocal music Volume 1. Useita säveltäjiä. Jorma Hynninen; Ralf Gothoni, piano. BIS LP-88, BIS-CD-88.
- 1979 Robert Schumann: Dichterliebe. Jorma Hynninen; Ralf Gothoni. Tactus TA7905.
- 1981 Jean Sibelius Lieder. Jorma Hynninen; Ralf Gothoni, piano. Finlandia FA 202 LP 2, Finlandia (fi) FACD 202 S.
- 1982 Franz Schubert: Winterreise. Jorma Hynninen; Ralf Gothoni, piano. FUGA 3014/15.
- 1984 Oskar Merikannon lauluja. Jorma Hynninen; Ralf Gothoni, piano. Finlandia FAC, FA344, Finlandia FACD 021.
- 1984 Schubert: Die schöne Müllerin. Ralf Gothoni, piano. FUGA 3045.
- 1986 Yrjö Kilpinen. Lauluja. Ralf Gothoni, piano. Finlandia FA 005, FACD 005.
- 1987 Schumann, Dichterliebe ; Brahms, Vier ernste Gesänge. Ralf Gothoni, piano. FUGA 3080; Ondine ODE 738-2.
- 1988 Schubert, Die schöne Müllerin. Ralf Gothoni, piano. Ondine ODE 719-2.
- 1989 Schubert, Winterreise. Ralf Gothoni, piano Ondine ODE 725-2.
- 1990 Oskar Merikanto. The Most Beautiful Songs. Ralf Gothoni, piano. Finlandia (fi) 1576-50021-2.
- 1991 Brahms, Die schöne Magelone - Ralf Gothoni, piano. Ondine ODE 755-2.
- 1991 Kilpinen: Lieder. Ralf Gothoni, piano. Ondine ODE 772-2.
- 1991 Kilpinen, Kuula: Songs. Ralf Gothoni, piano. Finlandia FACD 024.
- 1991 Joulun kauneimmat laulut. Tapio Tiitu, orgue. FG-Classic FGCD-1072; Naxos 8.551050 F.
- 1992 Wolf, Collan, Kuula: Songs. Ralf Gothoni, piano. Finlandia (fi) 500282.
- 1993 Evergreen Love Songs. Heikki Sarmanto, piano. Ondine ODE 803-2.
- 1994 Sibelius, Kilpinen, Presley-Matson. Ralf Gothoni, piano; Heikki Sarmanto, piano. Suomen Kuvalehti Classica CL 110.
- 1996 Schubert: Winterreise. Ilkka Paananen, piano. Naxos 8.554146.
- 1997 Uolevi Tikkanen: Masques. Olli Hautala, piano, Uolevi Tikkanen, orgue. Uolevi Tikkanen UTCD 01.
- 1998 Oskar Merikanto - juhlakonsertti. Kalevi Kiviniemi, orgue. ARTinn ARTINNCD 101.
- 1998 Oskar Merikanto. Juhlakonsertti. Kalevi Kiviniemi, orgue. Art inn -records Artinncd-101 (live).
- 2002 Oskar Merikanto: Elämälle. Ilkka Paananen, piano. ODE 1000-20.
- 2003 Armas Järnefelt: Lieder. Ilkka Paananen, piano. ODE 029-Z.
- 2004 Kyllä tukkipoika tunnetaan. Maria Kalaniemi, harmonica, Timo Alakotila, piano, Mauno Järvelä, violon, Olli Varis, guitare. Suomen Uittoperinneyhdistys.
- 2007 Jean Sibelius; Orchestral Songs. Tampereen Filharmoninen Orkesteri, dir. Leif Segerstam. Production originale en 1994, deuxième édition en mars 2007. Ondine, EAN/UPC Code:0761195082324.
- 2008 Sibelius songs. Kalevi Kiviniemi, orgue, Laura Hynninen, harpe, Marko Ylönen, violoncelle. Fuga 9264.

### Albums solos avec autres voix
- 1971 Kauneimmat yksinlaulumme. Finnlevy (fi) SFLP 8508. enr. en 1970. premier enr. de Jorma Hynninen.
- 1971 ...anna hangeton talvi... Pentti Koskimies, piano.
- 1975 Chansons de Noël. Tauno Äikää, orgue. FUGA FA 3008.
- 1978 Karl Collanin yksinlauluja. Pentti Koskimies, piano. Finlandia 500282.
- 1980 Fredrik Pacius: chants. Pentti Koskimies, piano. Finlandia FACD 902.
- 1983 Arkea ja juhlaa. Ilmo Ranta, piano. Opéra national de Finlande, dir. Ulf Söderblom. MTV LP 007.
- 1984 Les plus beaux chants de Noël. Tapio Tiitu, orgue. Finngospel FGMC-1030, FGLP-1030.
- 1985 Seppo Nummi. Six Song Cycles. Ralf Gothoni, piano. BIS-LP-279/280.
- 1985 Joulurauhaa. Tauno Äikää, orgue. K-tel JR 9097, JR 7097.
- 1987 Chansons en solo de Leevi Madetoja. Ilmo Ranta, piano. Fennica nova LP FENO 7.
- 1987 MTV-viihde 10. Opéra national de Finlande, dir. Ulf Söderblom. MTV LP 010.
- 1987 The Most Beautiful Songs. Ilkka Paananen, piano. CS Records CSCD 101.
- 1992 Vantaalta maailmalle. Disque de la ville de Vantaa. SKO:n orkesteri, dir. Kari Tikka. Avec accompagnement au piano de chansons folkloriques. Vantaan kaupunki VKA-1033CD.
- 1992 Tuonne taakse metsämaan. Chansons traditionnelles de Finlande. Ralf Gothoni, piano. Finlandia (fi) 1576-50029-2.
- 1995 Concert du festival d'opéra de Savonlinna. Ilkka Paananen, piano. Ambassade de Finlande.
- 1996 Rakastan elämää. Kauneimmat gospel- ja viihdesävelmät. Pertti Eerola, piano. VL-Musiikki VLCD-1004.
- 1996 Suomalainen sävelaarteisto. Suuret suomalaiset mieslaulajat. Ilkka Paananen, piano. Valitut palat V 96012 VV3/1, VV3/2.
- 1996 Solistinen joulu. Finnish Christmas recital. Tauno Äikää, orgue. Finlandia 0630-16196-2.
- 1997 Masques. Uolevi Tikkasen sävellyksiä. Uolevi Tikkanen, orgue. UTCD-01.
- 2007 A five-star Sibelius celebration. Karita Mattila, Monica Groop, Pekka Kuusisto, Olli Mustonen. Ondine. ODE 1108-2.
- 2011 Sibelius: Miscellaneous works. Harri Viitanen, Hannu Jurmu, Folke Gräsbeck ym., Orchestre symphonique de Lahti, dir. Osmo Vänskä. BISCD1936-38.
- 2006 Suomalaista laululyriikkaa. Anne Sofie von Otter, Gabriel Suovanen; Ralf Gothóni, Gustav Djupsjöbacka. Rondo RDO 113.

## Musique sacrée

### Albums solos
- 1978 Hengellisiä lauluja. Tauno Äikää, orgue. Finnlevy SFMK 8583, SFLP 8583.
- 1980 Musiikkia Leppävirran kirkossa. Jukka Kuha, orgue. Tactus TA-8009.
- 1983 Pohjantähden alla. Jukka Kuha, orgue. FUGA 3026.
- 1984 Siion. Suomalaisia kansankoraaleja. Helsingin kamarijouset, dir. Erik Söderblom. Herättäjä-Yhdistys H-Y 54.
- 1990 Kiitos Sulle Jumalani. Tapio Tiitu, orgue. Vanhustyön keskusliitto VTKL 1.
- 1995 Kunniaa veisatkaa. Kalevi Kiviniemi, orgue. Lahden Mieskuoro LMKV 01.
- 2006 Joulun virsi - Elämän virsi. Marko Ylönen, violoncelle, Kalevi Kiviniemi, orgue. Fuga 9215.
- 2011 Joulun odotuksessa. Kalevi Kiviniemi, orgue; Laura Hynninen, harppu; Marko Ylönen, Erkki Rautio, Marius Järvi, violoncelle. Fuga 9322.
- 2004 Herrasta veisaa kieleni. Savolaisia herännäisvirsiä. Kalevi Kiviniemi, orgue. HYCD-015.
- 2012 Joulun kellot. Helsinki Brass Quartet. Edition Troy EDTCD 003.

### Albums solos avec autres voix
- 1973 Valamon ja Laatokan lauluja. Chœur et orchestre, dir. Ilkka Kuusisto. Finnlevy SFLP 8548.
- 1980 Sinulle, korkea Herra. Chansons de Mika Piiparinen. Gustav Djupsjöbacka, piano. FGLP-1010, FGMC-1010.
- 1984 Psaumes. Kalle Holmberg, récitation, Riitta Paavola, harpe, Tapio Tiitu, orgue. MILS 8414.
- 1988 Negro spirituals. Osceola Davis, soprano, Ilmo Ranta, piano. Ondine ODE 715-4, ODE 715-4, ODE 715-2.
- 1999 Usko, toivo ja rakkaus. Les plus beaux chants sacrés. Kari Jerkku, orgue, Käsikelloyhtye Sonus, Laura Hynninen, harpe. Ondine ODE 925-2; Vantaankosken seurakunta.
- 2001 Kun saapuu Herra Zebaoth. Kalevi Kiviniemi, orgue, Ursula Hynninen, soprano. HYCD-014.
- 2005 Uspenskin Katedraalikuoro, dir. Jarmo Lehto. Kalevi Kiviniemi, orgue. USPKA 0501.
- 2012 Deep river. Spirituals. Ursula Hynninen, Jorma Hynninen, Kuopion Nuorisokuoro, dir. Jussi Mattila. Ilmari Räikkönen, piano. KuNuKu 001.

## Soliste pour orchestre ou chœur
- 1975 Matteus-passiota suomeksi. J.S.Bach: Passion selon saint Matthieu. FUGA FA 3006 (lp). enr. 1974 (live).
- 1979 Trompete und festliche Arien. Orchestre de chambre d'Amsterdam, dir. Marinus Voorberg. Acanta EA 23.147 (lp).
- 1981 Finnish music. Chœur et orchestre de Tapiola, dir. Erkki Pohjola. Finlandia (fi) FAC 327, FA 327.
- 1982 Uusi laulu, vanha cantio. Chœur de Vantaanjoki, dir. Toivo Korhonen. FUGA 3016.
- 1983 Toivo Kuulan mieskuorolauluja. Ylioppilaskunnan Laulajat, dir. Matti Hyökki. Finlandia 203 LP2, 522032.
- 1983 Joululauluja. Savonlinnan oopperajuhlakuoro, dir. Kyösti Haatanen. Finlandia FAC 912, FA 912, FACD 010.
- 1985 Sibeliuksen lauluja. Orchestre symphonique de Göteborg, dir. Jorma Panula. BIS-LP-270, BIS-CD-270.
- 1985 Brahms: Ein Deutsches Requiem. Jorma Hynninen, Jessye Norman, Orchestre philharmonique de Londres, dir. Klaus Tennstedt. EMI 270313, 7678192.
- 1985 Sibelius: Kullervo. Eeva-Liisa Saarinen, Jorma Hynninen, Orchestre philharmonique d'Helsinki, Viron valtion akateeminen mieskuoro, Ylioppilaskunnan Laulajat, dir. Paavo Berglund. EMI 2703363, EMI CDS 7474968, EMI Classics CDS 5650802.
- 1985 Kokkonen: Requiem. Satu Vihavainen, Jorma Hynninen, Orchestre philharmonique d'Helsinki, Akateeminen Laulu, dir. Ulf Söderblom. Finlandia FAD 242, Finlandia FACD 353.
- 1986 Sibelius: Kullervo. Karita Mattila, Jorma Hynninen, Orchestre symphonique de Göteborg, Laulun Ystävät, dir. Neeme Järvi. BIS-LP-313/314, BIS-CD-313.
- 1986 Klami: Laulu Kuujärvestä. Klemetti-opiston sinfoniaorkesteri, dir. Pertti Pekkanen. Ondine ODE 705.
- 1987 Joululauluja. Christmas Carols. Sibelius. Orchestre à cordes, dir. Ilkka Kuusisto. FL 7000, Finlandia FAC 010, FACD 010, 4509-98197-2.
- 1987 Mahler: 8.sinfonia. Elizabeth Connell, Edith Wiens, Felicity Lott, Trudeliese Schmidt, Nadine Denize, Jorma Hynninen, Richard Versalle, Hans Sotin. EMI 2704749, EMI 2704743, EMI CDS 7476258.
- 1988 Veteraanin iltahuuto. Kadettikuoro ja Helsingin varkuskuntasoittokunta, dir. Teuvo Laine. Suomen Sotaveteraaniliitto IV-93.
- 1991 Pohjoisella Rannalla. Aslak Smaukka. Mieskuoro Pohjan Laulu, Oulun kaupungin konservatorion orkesteri, dir. Rauno Rännäli. Pohjan Laulu PLCD1.
- 1991 Universitas Helsingiensis 350. Riikka Hakola, Jorma Hynninen, RSO, Akateeminen Laulu, dir. Jorma Panula. Universitas Helsingiensis UHCD 350.
- 1991 Rahmaninov: Kellot (Kolokola) ym. Elena Ustinova, Jorma Hynninen, Kurt Westi, Orchestre symphonique national du Danemark, Tanskan radion kuoro, Dmitri Kitajenko. Chandos CHAN 8966.
- 1991 J.S.Bach: Magnificat BWV 243. Barbara Hendricks, Ann Murray, Jean Rigby, Jorma Hynninen, Uwe Heilmann, Academy of St Martin-in-the-Fields, dir. Neville Marriner. EMI CDC 7542832.
- 1993 Sibelius: Myrsky. Monica Groop, Raili Viljakainen, Jorma Silvasti, Jorma Hynninen, Sauli Tiilikainen, RSO, Oopperajuhlakuoro, dir. Jukka-Pekka Saraste. Ondine 813-2.
- 1993 Jouluyö, juhlayö.  Savonlinnan Oopperajuhlien joulu. Savonlinnan oopperajuhlakuoro, Orchestre philharmonique de Tampere, dir. Kyösti Haatanen. Ondine ODE 814-2.
- 1993 Sibelius: Kullervo. Marianne Rørholm, Jorma Hynninen, Orchestre philharmonique de Los Angeles, YL, dir. Esa-Pekka Salonen. Sony SK 52563.
- 1993 Nielsen: Sinfonia nro 6. Soile Isokoski, Jorma Hynninen, Orchestre symphonique de Göteborg, dir. Neeme Järvi. Deutsche Grammophon 437 507-2.
- 1993 Lippusi uljuutta katson. Kadettikuoro ja Helsingin varuskuntasoittokunta, dir. Teuvo Laine. Suomen Sotaveteraaniliitto IV-93.
- 1994 Jean Sibelius songs. Orchestre philharmonique de Tampere, dir. Leif Segerstam. Ondine ODE 823-2.
- 1994 Gothoni: Der Ochs und sein Hirte. Soile Isokoski, Jorma Hynninen, Soitinyhtye, dir. Ralf Gothoni. Ondine ODE 832-2.
- 1994 Mahler: 8.sinfonia. Inga Nielsen, Majken Bjerno, Henriette Bonde-Hansen, Kirsten Dolberg, Anne Gjevang, Jorma Hynninen, Raimo Sirkiä, Carsten Stabell, Orchestre symphonique national du Danemark, Tanskan radion kuoro, Kööpenhaminan poikakuoro, Chœur de la Philharmonie de Berlin, dir. Leif Segerstam. Chandos CHAN9305/6.
- 1994 Sibelius: Svarta rosor, Koskenlaskijan morsiamet. Orchestre philharmonique de Tampere, dir. Leif Segerstam. 1994 Ondine ODE 823-2; Suomen Kuvalehti Classica CL 110.
- 1994 Jouluna Jumala syntyi. Chœur de Tapiola, dir. Erkki Pohjola, HKO, dir. Jorma Panula. Ondine ODE 828-2.
- 1995 Sallinen: Elämän ja kuoleman lauluja. HKO, Oopperajuhlakuoro, dir. Okko Kamu. Ondine ODE 844-2.
- 1995 YL:n kansanlaulut. YL, dir. Matti Hyökki. Finlandia (fi) 4509-98993-2.
- 1996 Sibelius: Kullervo. Monica Groop, RSO, Polyteknikkojen kuoro, dir. Jukka-Pekka Saraste. Finlandia 0630-14906-2.
- 1996 Finlandia Sampler. Highlights from 1996 Releases. Finlandia 0630-14906-2; 0630-16594-2.
- 1996 Suomalainen sävelaarteisto. Suuret suomalaiset mieslaulajat. Ondine ODE 823-2.
- 1996 Solistinen joulu. Finnish Christmas recital. Finlandia 0630-16196-2. Original 1976Finnlevy (fi) FK7000 (cassette et lp).
- 1997 A FinnFest Potpourri. Marquette Choral Society, Superior Festival Orchestra, dir. Atso Almila. Laura Hynninen, harppu, Ilmari Räikkönen, piano. (live)
- 1997 Julkonsert i Grankulla kyrka. Grankulla kammarkör, dir. Rolf Wilhelm Ahlberg, Ingmar Hokkanen, piano, orgue. GKKCD9701 (live).
- 1997 Minä laulan sun iltasi tähtihin. Summer moods. Orchestre philharmonique de Tampere, dir. Ulf Söderblom. Ondine ODE 880-2.
- 1997 Mahler: Lieder eines fahrendes Gesellen. Orchestre symphonique de Vienne, dir. Eliahu Inbal. Denon CO-18018.
- 1999 A Profile of a Great Career. Ondine ODE 944-2.
- 2000 Hurmio. Vantaan Viihdeorkesteri, dir. Markku Johansson. Finlandia (fi) 8573-81824-2.
- 2001 Pärt: Johannes-passio. Candomino-kuoro, dir. Tauno Satomaa. Finlandia 8573-87182-2.
- 2009 Sibelius Choral Music. Johanna Rusanen, Monica Groop, Sauli Tiilikainen; Ilmo Ranta, Folk Gräsbeck, Gustav Djupsjöbacka, piano; Ylioppilaskunnan Laulajat, dir. Matti Hyökki; Akademiska Sångföreningen, dir. Henrik Wikström; Dominante-kuoro, dir. Seppo Murto. BIS 1930.
- 2011 Ilkka Kuusisto: Orchestral Works. Pekka Kuusisto, Orchestre symphonique de Lahti, dir. Ilkka Kuusisto. BIS-CD-1847.
- 2012 Metsän poika. Chansons populaires d'ostrobotnie du sud; Kimmo Hakola: Kivi-laulut. Orchestre de chambre d'Ostrobotnie, dir. Juha Kangas. Alba ABCD 348.

## Musique pour enfants
- 1989 Kuningas ja kulkuri. Marko Putkonen, Orchestre de la ville de Joensuu, dir. Pekka Haapasalo. Joensuun Laulujuhlat 1988. OJMC 123, OJ 123.

## DVD
- 1994 Schubert: Winterreise. Ralf Gothóni, piano. ArtHouse Music Filmikonttori.
- 2009 Ilkka Kuusisto: Vapauden vanki. Suomalainen Kamariooppera. Fuga 9279.
- 2010 Aulis Sallinen: The Red Line. SKO. ODV-4008.
- 2011 Einojuhani Rautavaara: Aleksis Kivi. SKO. 10DV-4009.